# 泥泳龍屬

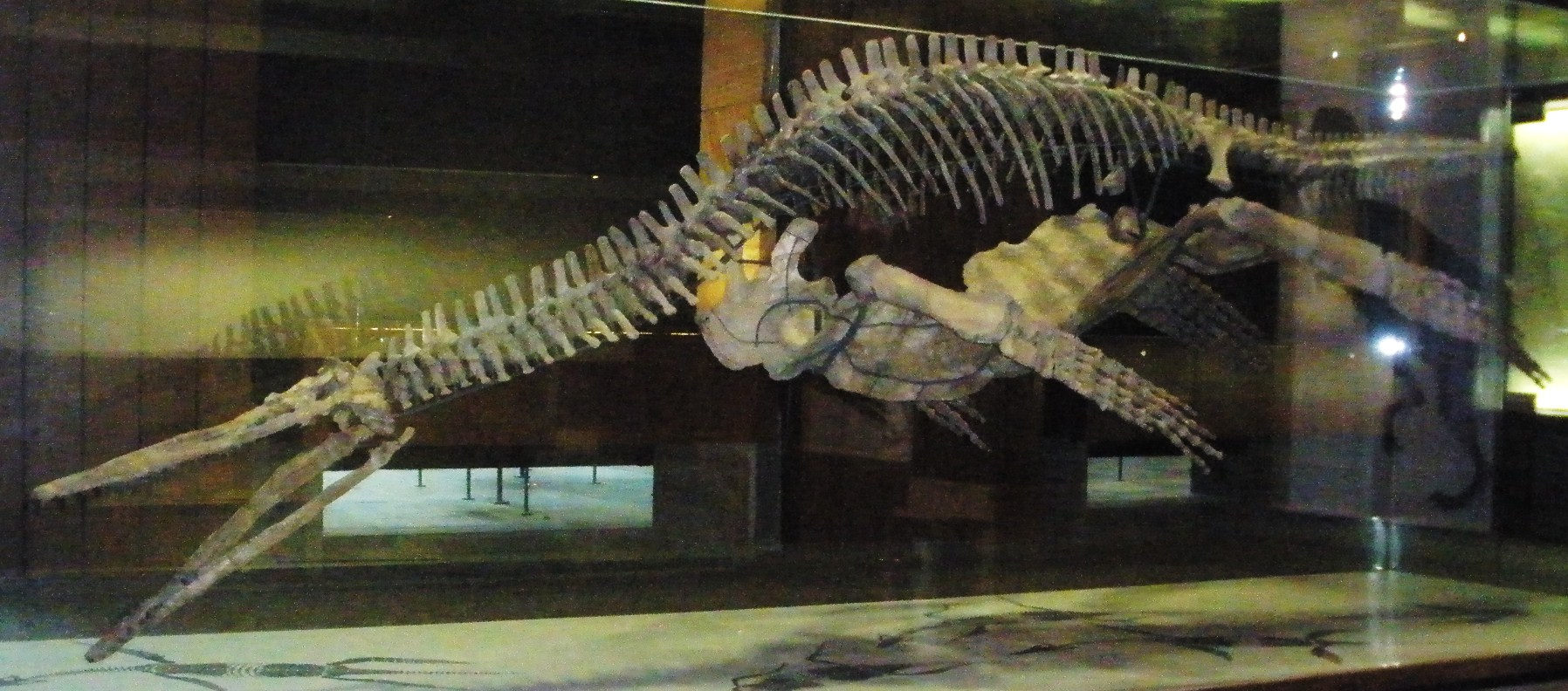
泥泳龍的骨架模型

泥泳龍屬（屬名：Peloneustes）是鰭龍超目爬行動物的一屬，屬於上龍亞目上龍科。泥泳龍的身長為3公尺，是最小的上龍類之一。化石發現於英格蘭的牛津泥層，年代為侏儸紀中期（卡洛夫階）。
如同牠們的大型近親，泥泳龍擁有短頸部與長頜部，能夠獵食大型獵物。泥泳龍的流線形體型允許牠們追捕快速的獵物，例如魷魚。與牠們的近親相比，泥泳龍擁有較少、較鈍的牙齒，泥泳龍被認為主要以堅硬的獵物為食，例如菊石。泥泳龍、滑齒龍的化石常發現於相同環境。